# Papa-formiga-barrado
Formigueiro-de-bico-grosso ou papa-formiga-barrado (Cymbilaimus lineatus) é uma espécie de ave da família Thamnophilidae. Também conhecido como chocão-barrado, choca-zebrada, papa-formigas-barrado.
Pode ser encontrada nos seguintes países: Bolívia, Brasil, Colômbia, Costa Rica, Equador, Guiana Francesa, Guiana, Honduras, Nicarágua, Panamá, Peru, Suriname e Venezuela.
Os seus habitats naturais são: florestas subtropicais ou tropicais húmidas de baixa altitude.